# Marta Frías Acedo
Marta Frías Acedo (Villamesías, provincia de Cáceres, Extremadura, España; 29 de octubre de 1980) es una árbitra de fútbol español de la Primera División Femenina de España. Pertenece al Comité de Árbitros de Aragón.

## Trayectoria
Ascendió a la máxima categoría del fútbol femenino español el año 2017, cuando esta fue creada para que la Primera División Femenina de España fuera dirigida únicamente por árbitras.
Debutó el 2 de septiembre de 2017 en la Primera División Femenina en un R.C.D. Español contra Real Betis (1–0).
El 16 de enero de 2021, Frías Acedo presidió la final de la Supercopa de España 2020/21 entre el Atlético de Madrid y la UD Levante (3-0).

## Temporadas
| Categoría        | País   | Año   |
| ---------------- | ------ | ----- |
| Primera División | España | 2017- |

## Distinciones individuales
| Distinción                      | Año     |
| Premio Zaragoza Mujer y Deporte | 2017    |
| ------------------------------- | ------- |
| Mejor Árbitra                   | 2019-20 |